# Кам'янець-Подільський парк
Ка́м'янець-Поді́льський парк «Героїв Євромайдану» — парк-пам'ятка садово-паркового мистецтва місцевого значення в Україні. Розташований у місті Кам'янець-Подільський Кам'янець-Подільського району Хмельницької області, на лівому березі Смотрицького каньйону (р. Смотрич). Перебуває у віданні Управління житлово-комунального господарства Кам'янець-Подільської міської ради. У 2014 році парк перейменували на «Героїв Євромайдану».

## Основні відомості

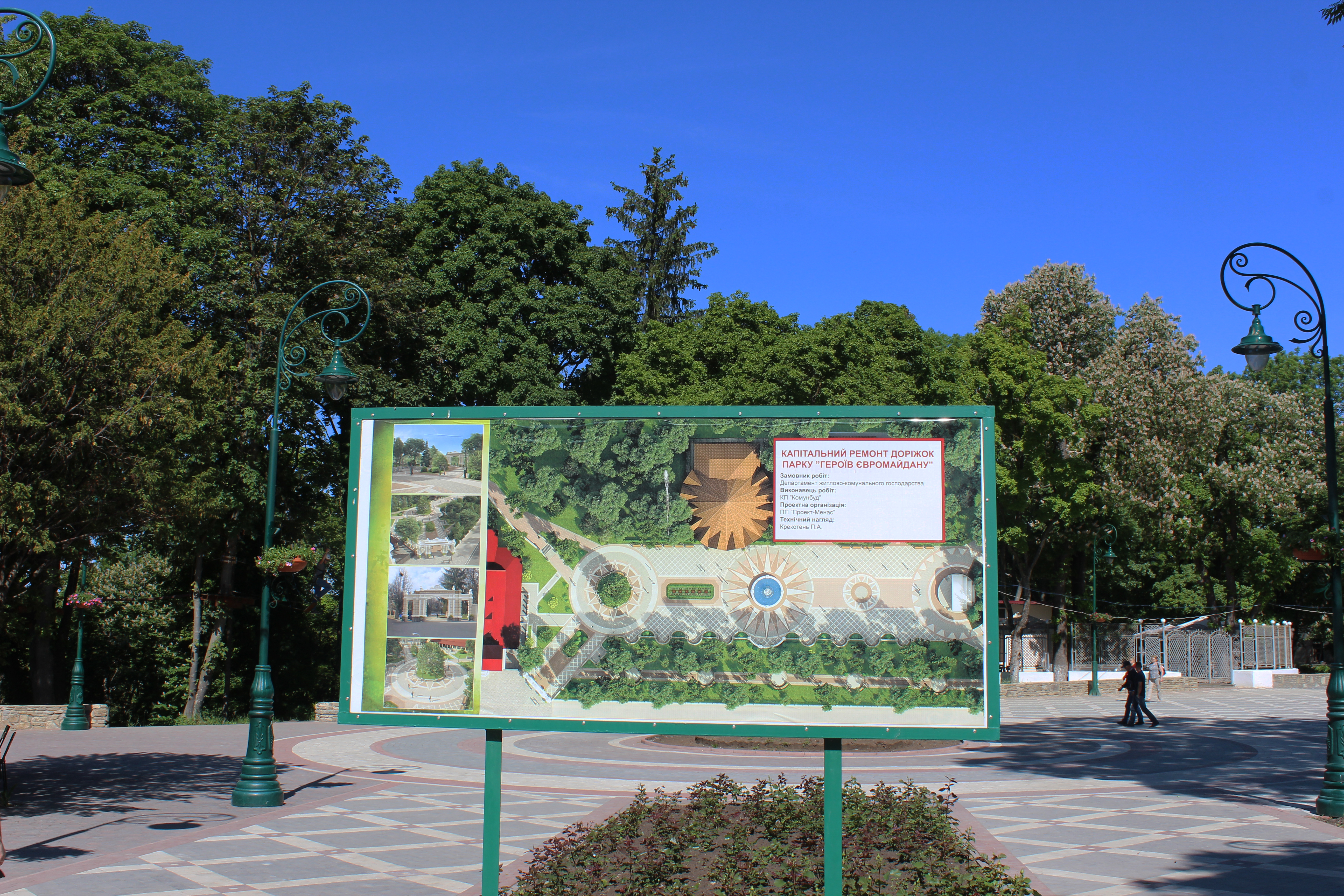
Проєкт реконструкції парку

Кам'янець-Подільський парк розташований по вулиці Шевченка, на схилі Смотрицького каньйону, на лівому березі річки Смотрич. Заснований в 1886 р. У лісопарку зростає близько 30 порід. Заповіданий ОВК № 156 — р («б») від 11.06.70 р.
Загальна площа парку становить 13,5 га.
Державний парк пам'ятка садово-паркового мистецтва місцевого значення «Кам'янець-Подільський парк» входить до складу природно-заповідного фонду України, який охороняється як національне надбання, є складовою частиною системи природних територій та об'єктів, що перебувають під особливою охороною.
Є основним місцем для відпочину жителів району Новий план та інших прилеглих.

## Галерея

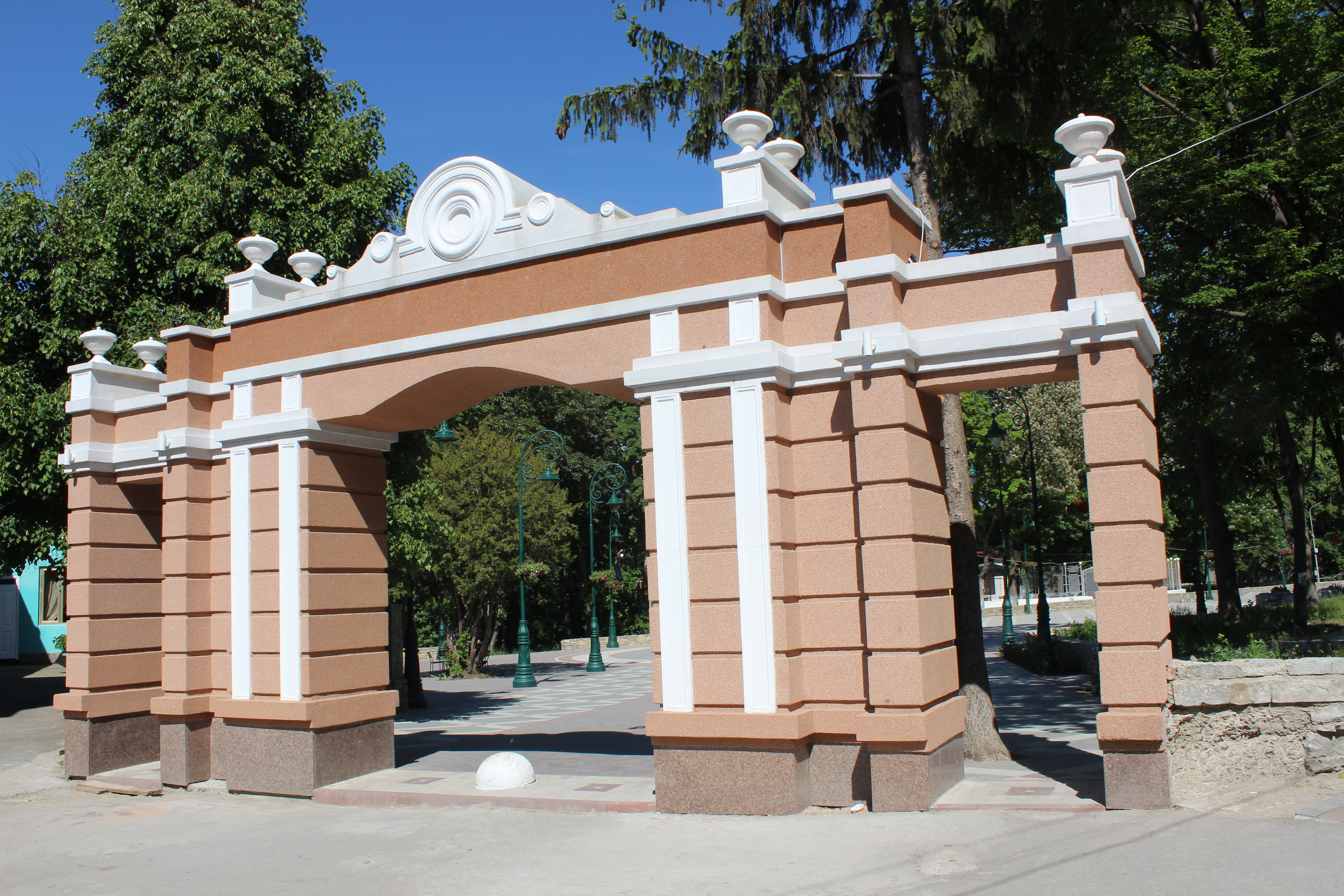
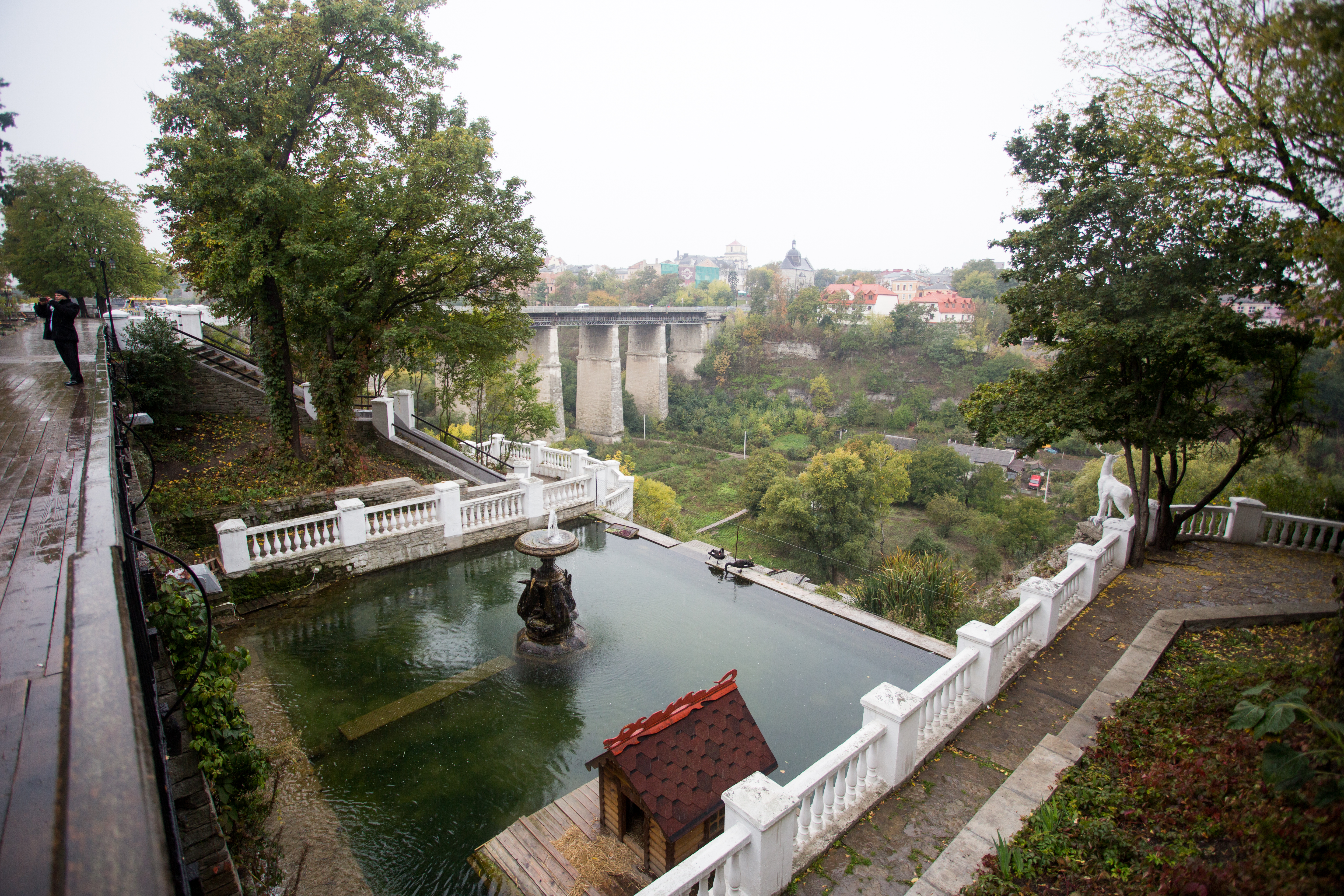
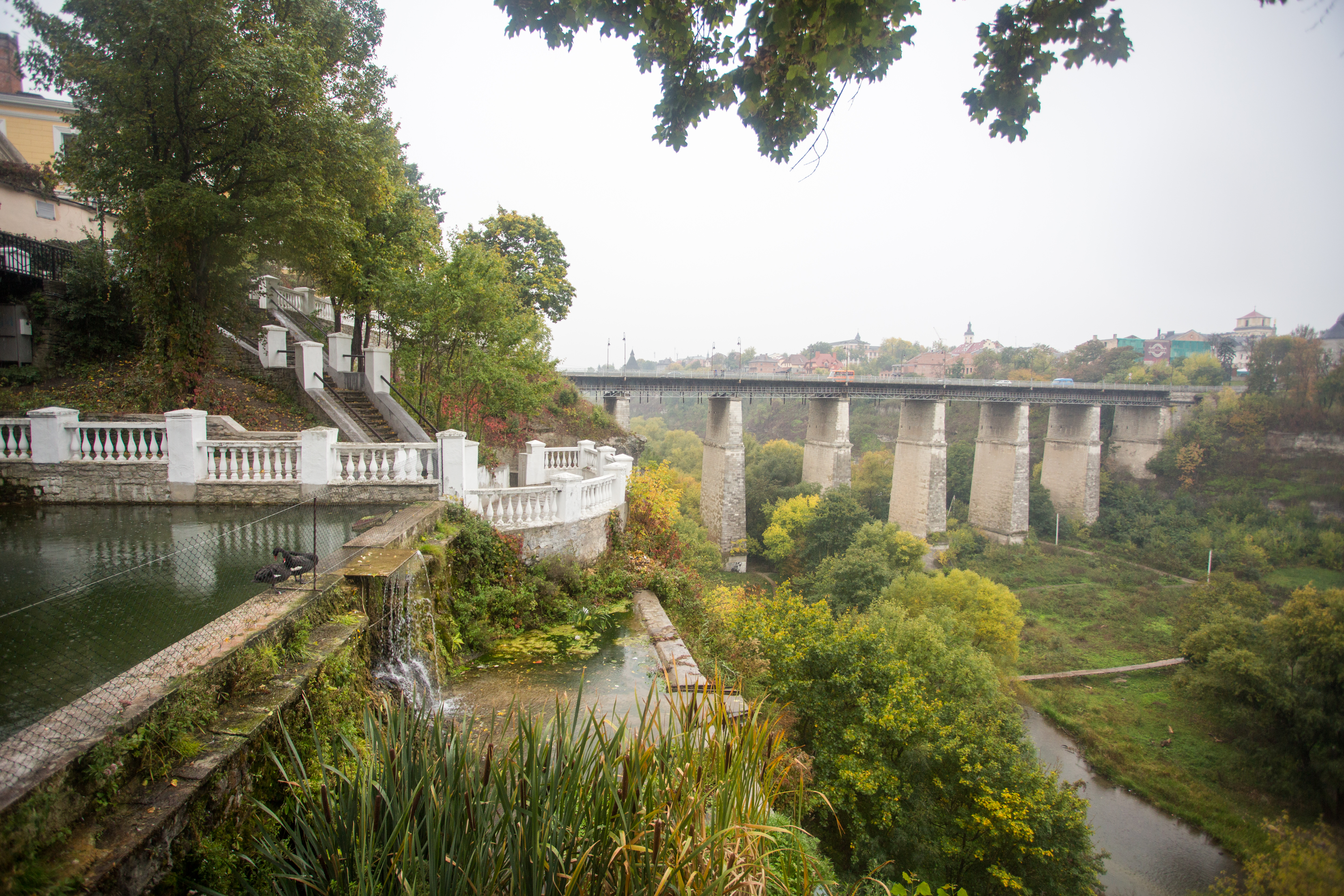
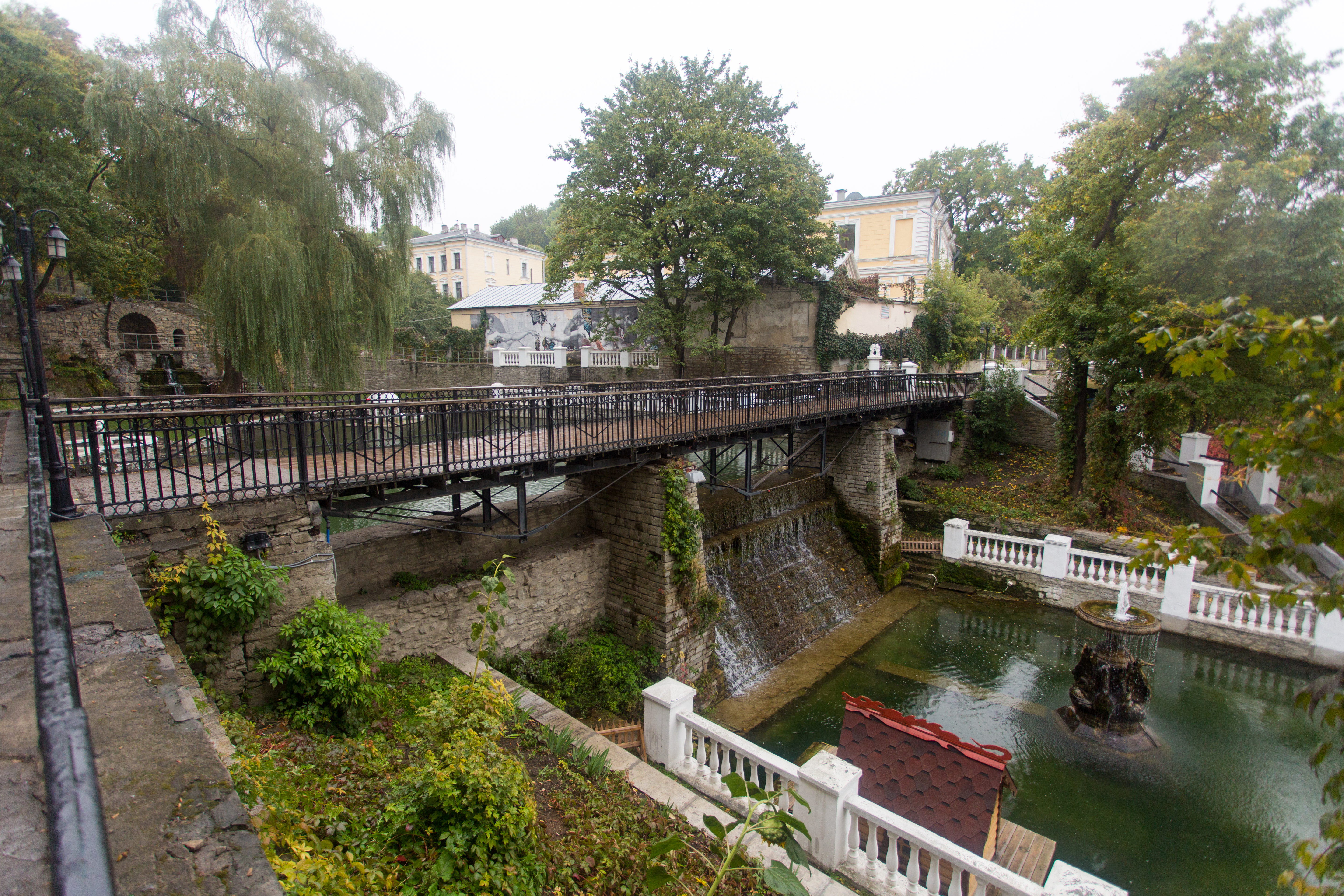
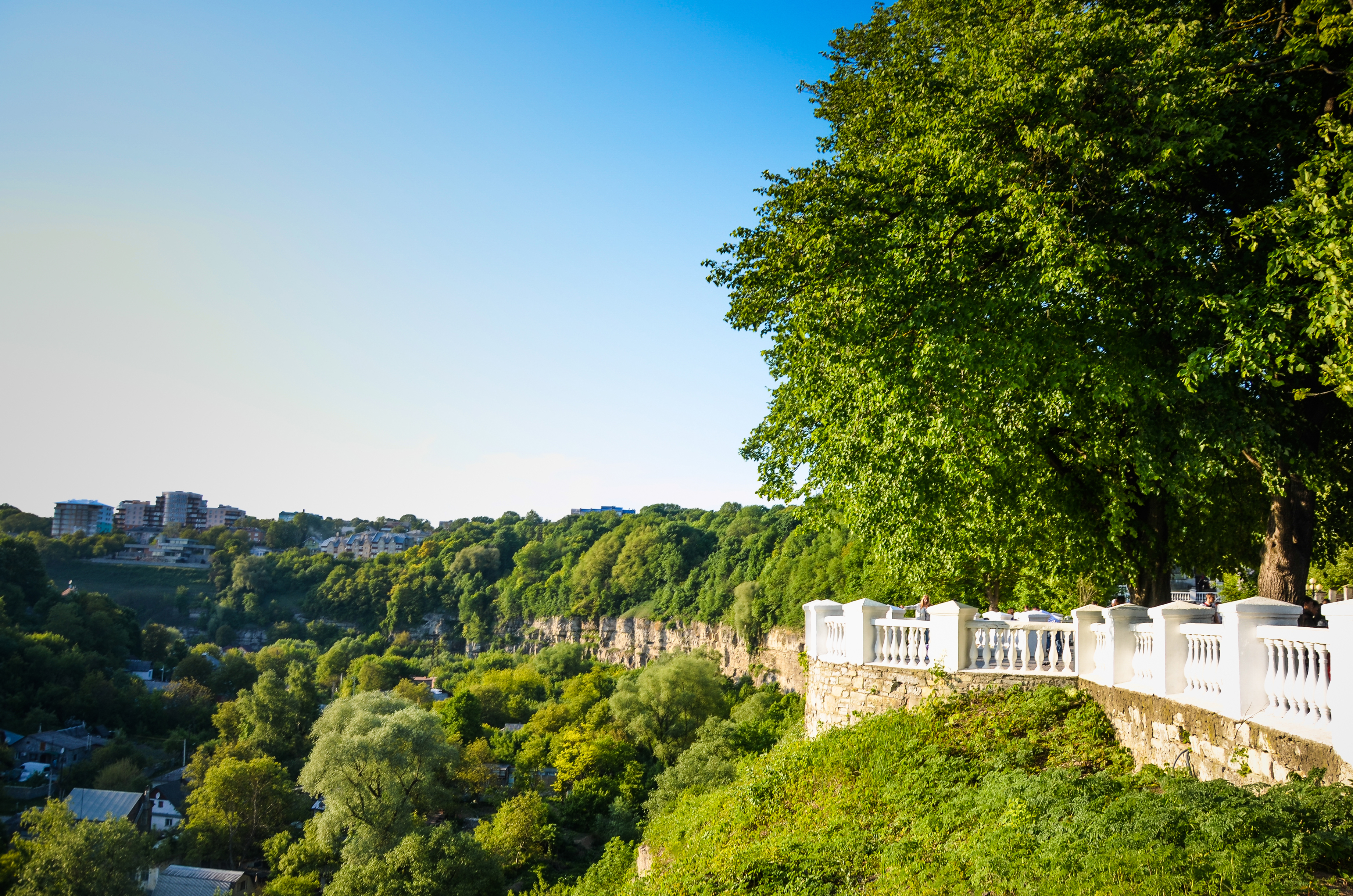
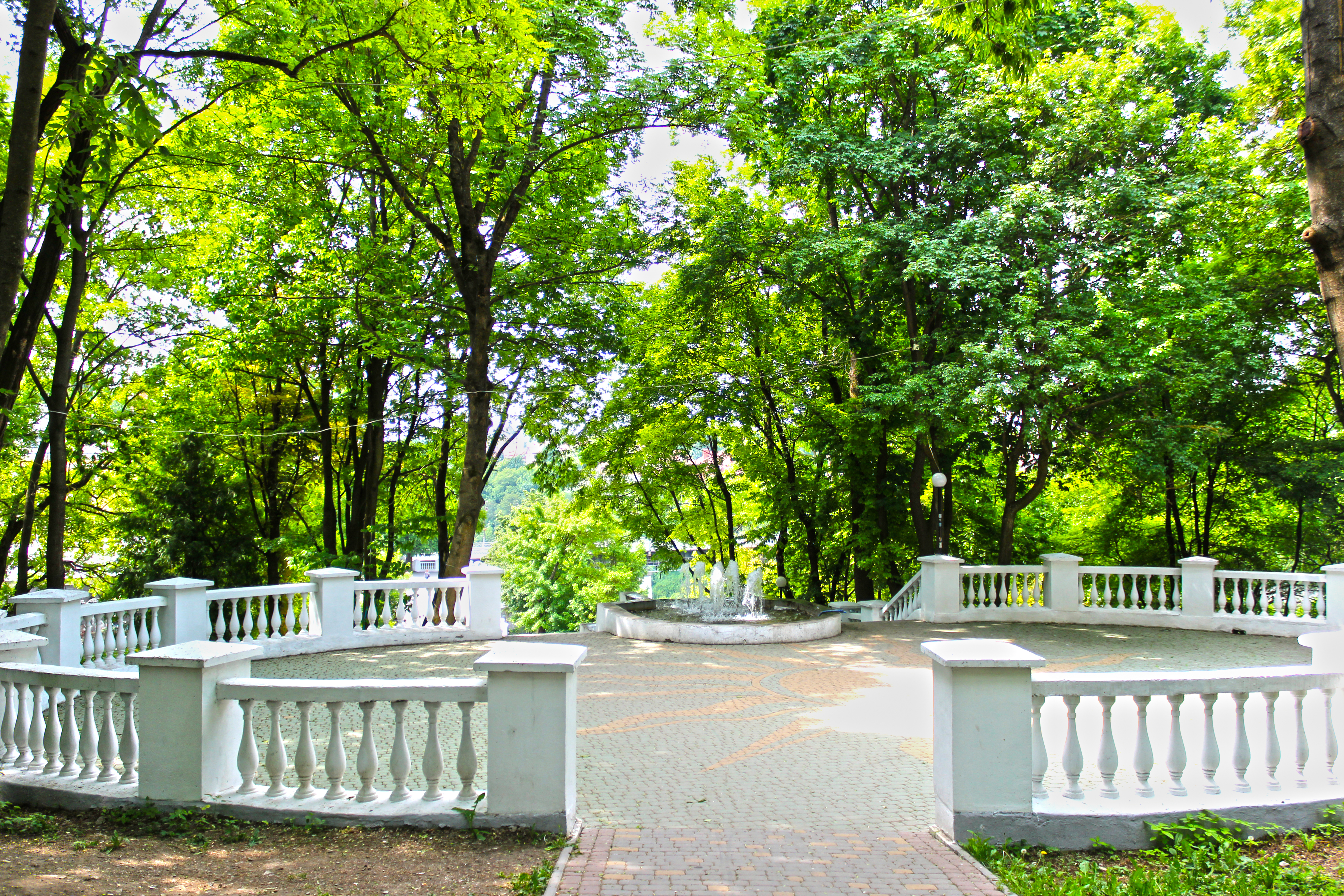
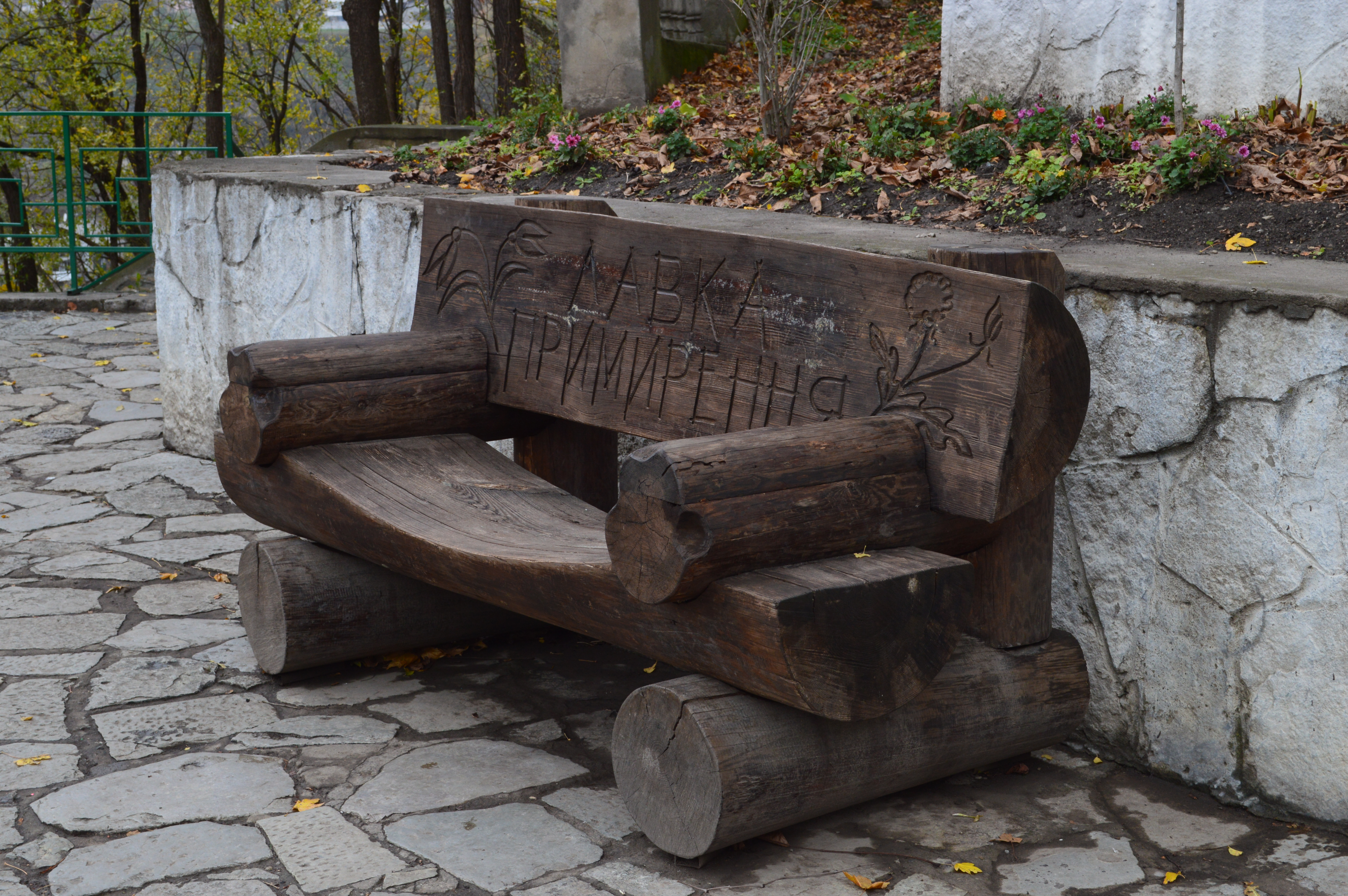
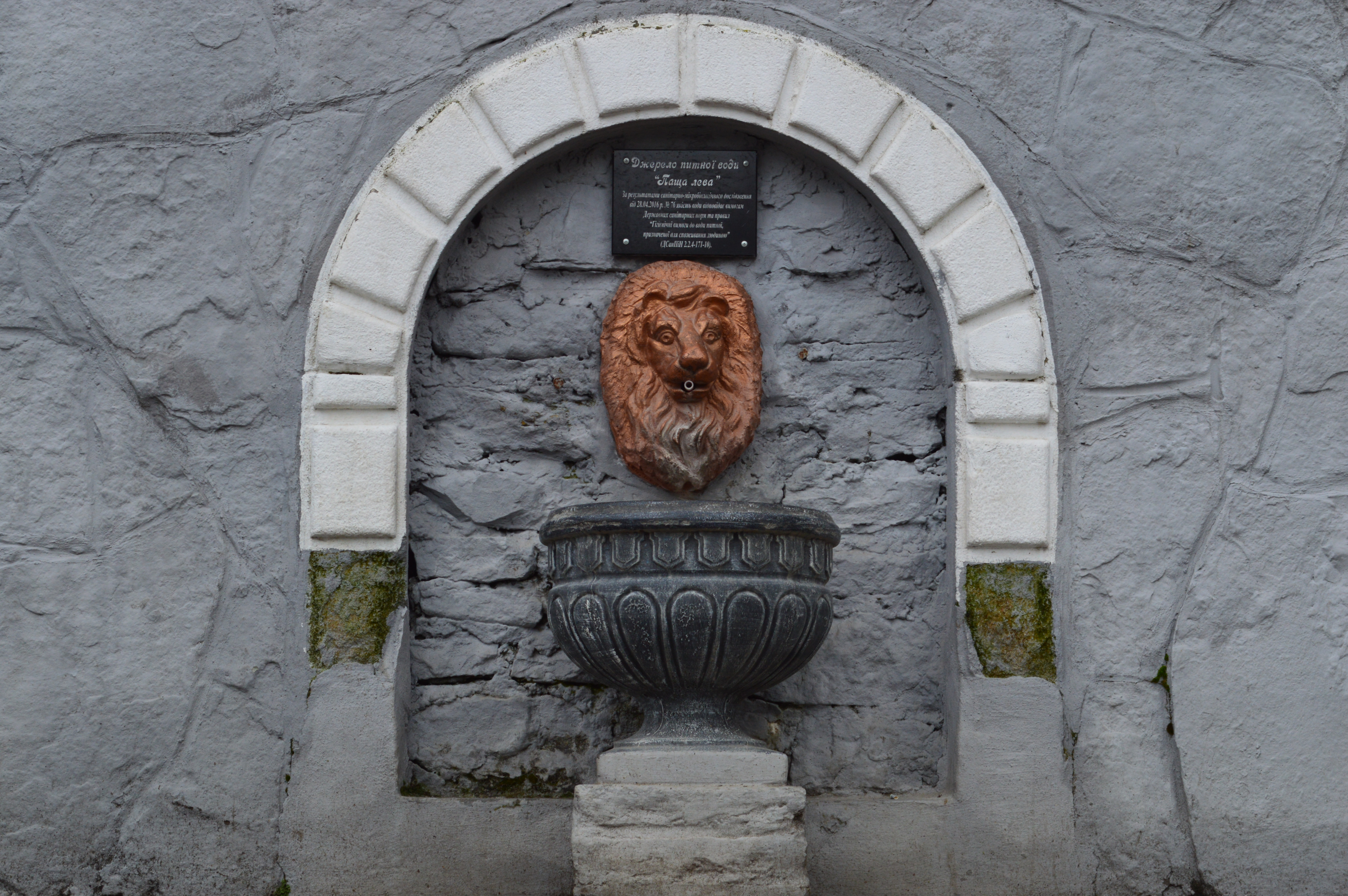
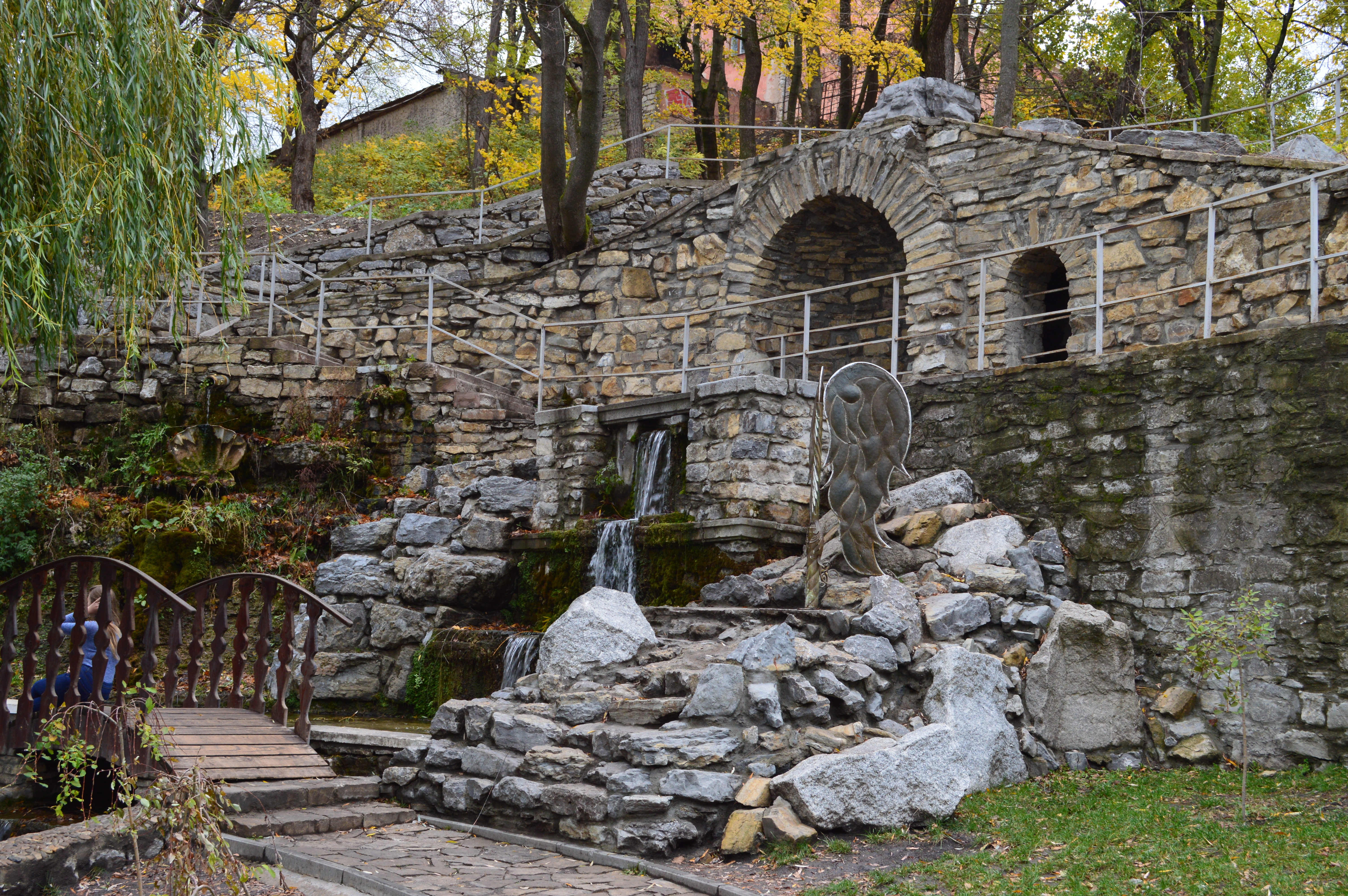
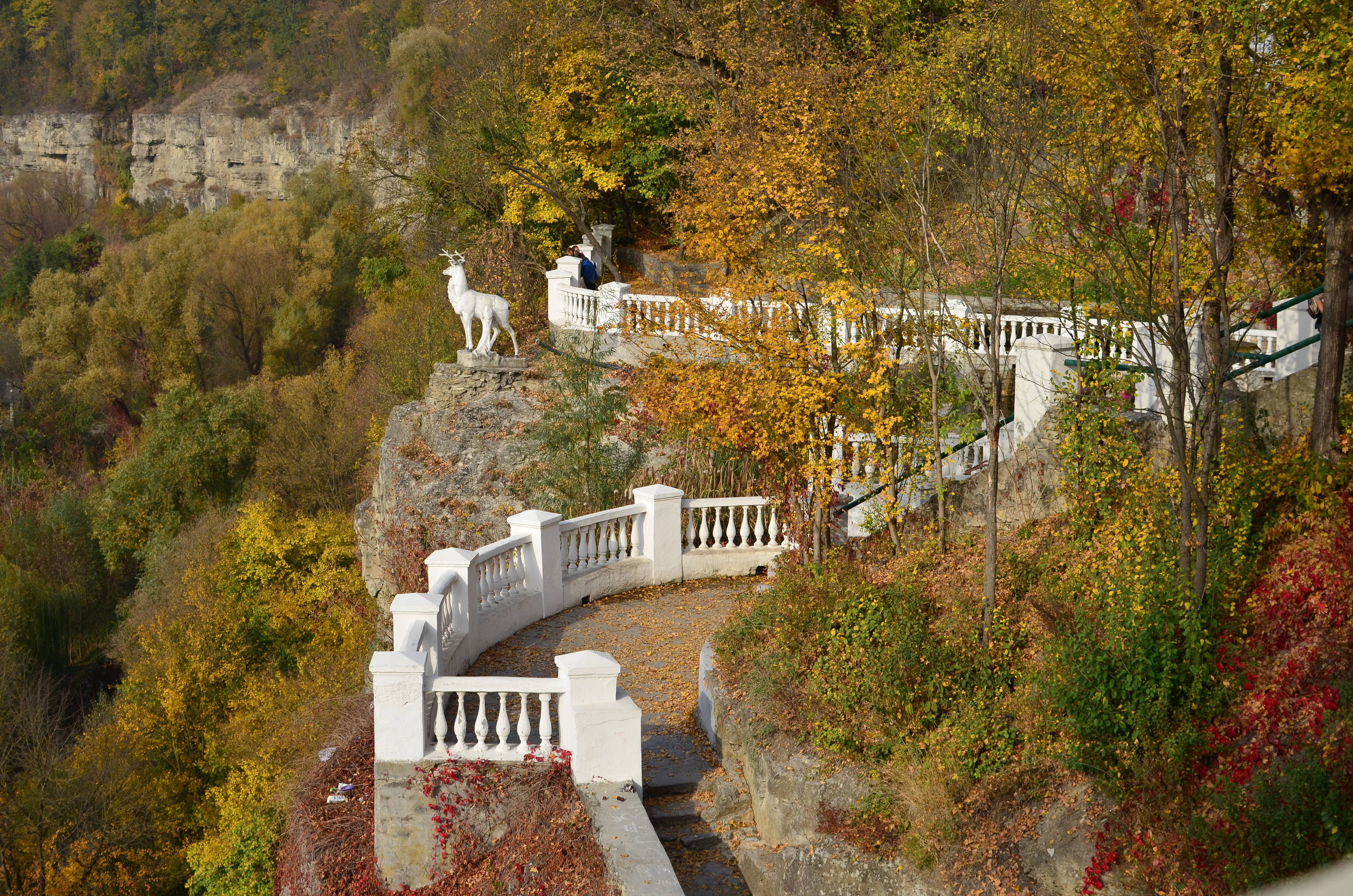
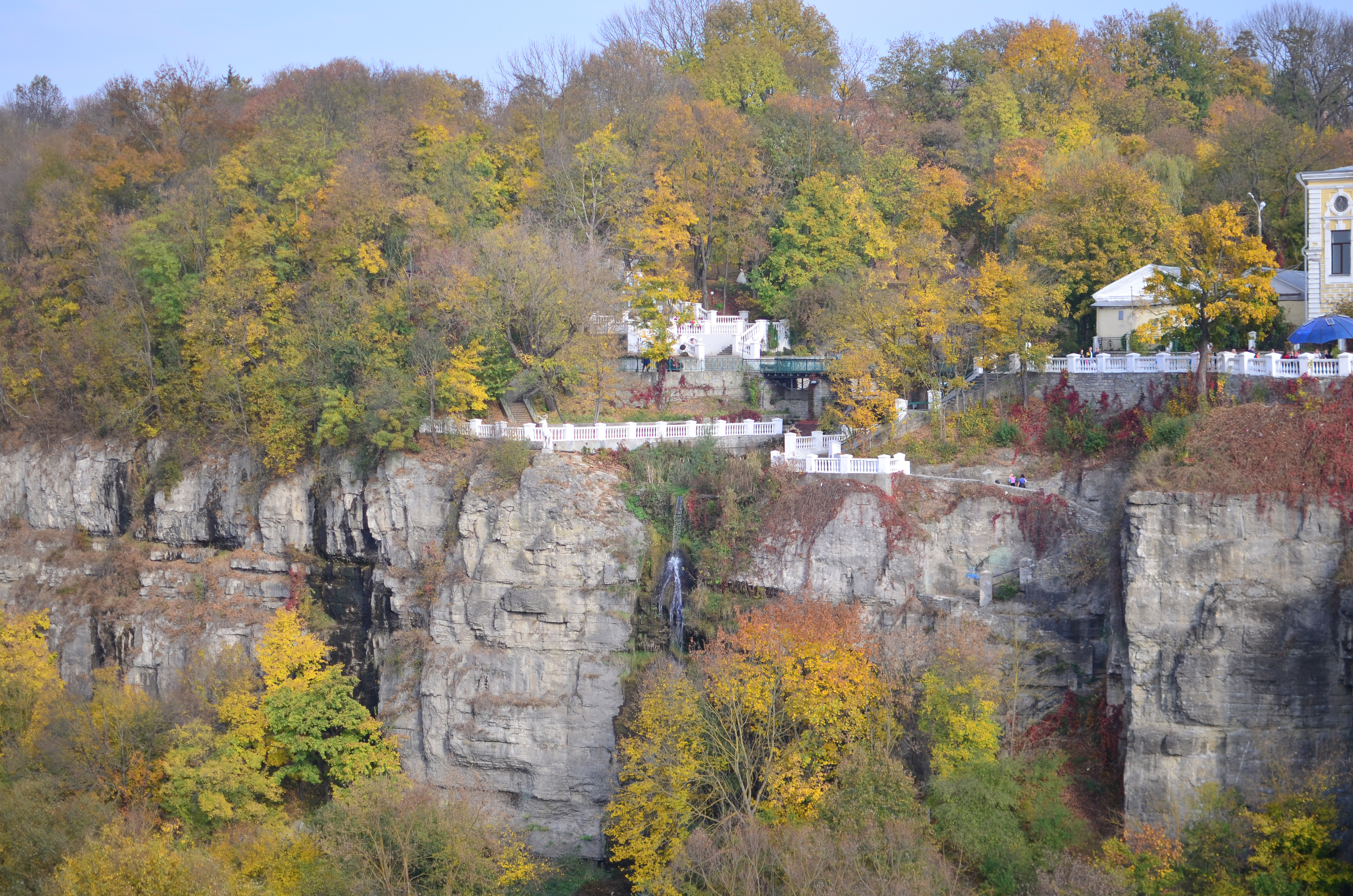
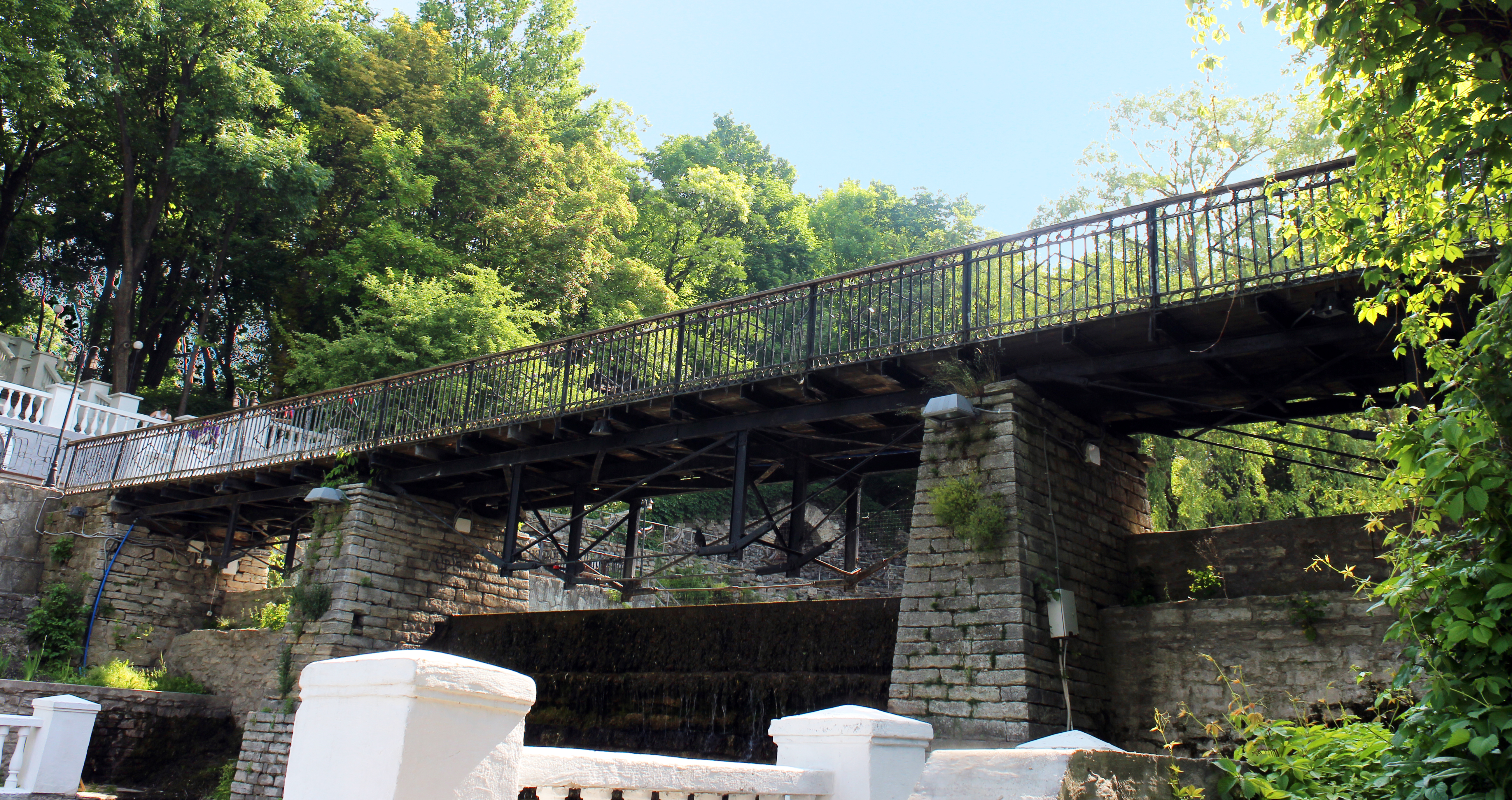